# Hans Rhaders
Hans Rhaders (* vor 1626; † 27. Mai 1644 in Hannover) war ein deutscher Goldschmied.

## Leben
Hans Rhaders Lebens- und Wirkungsdaten haben sich insbesondere aus der Zeit des Dreißigjährigen Krieges erhalten. Nachdem er für die Hannöversche Bäckerinnung im Jahr 1626 einen kleinen vergoldeten Willkomm geschaffen hatte, heiratete er als Goldschmied am 1. April 1627 in Hannovers Marktkirche „Gerdruth Bremerss, Tonnis dochter“, also die Tochter des Goldschmiedes Tonnies Bremer.
1636, anlässlich des Residenzrezessvertrages durch Herzog Georg von Calenberg, lieferte Rhaders ähnlich wie sein Amtskollege Moritz Borchmann zwei vergoldete Flaschen zur Huldigung der Prinzen des Landesherrn.
Noch vor Rhaders Ableben starben zwei Kinder von ihm in den Jahren 1637 und 1641.
1640 schuf Rhader eine Hostienbüchse für die Marktkirche, die neben den im selben Jahr geschaffenen Hokenamtspokal zu seinen bedeutendsten Werken zählt.
Zu Rhaders eigener Beerdigung 1644 fand ein Gottesdienst in der Aegidienkirche statt.
1927 wurden verschiedene Stücke aus dem Besitz des hannoverschen Heimatmuseums in einer Ausstellung im Leineschloss gezeigt.

## Erhaltene Werke
- 1626: vergoldeter Willkomm für die hannoversche Bäckerinnung[1]
- mit Datum „6. 9. 1632“: Oblatendose, erhalten in der hannoverschen Kreuzkirche; 1927 ausgestellt im Leineschloss[1]
- 25. Dezember 1637 von Herbord Barteldes und Anna Maria Garsen gestifteter, 28,5 cm hoher vergoldeter Kelch; im Inventar der Marktkirche[1]
- 1638: Umgestaltung des aus dem Jahr 1585 stammenden Herzog-Julius-Bechers der Schmiede. Das im Besitz des Historischen Museums Hannover befindliche Gefäß trägt ein graviertes, vierfeldriges Wappen mit den Emblemen der Schmiede.[1]
- 1640 datierte Oblatendose als reich verzierter, 12-seitiger Kasten mit Deckel. In den Feldern finden sich 3 Wappen der Stifter, also von von der Brugge, Ieorgen Volger und Pralle. Andere Felder zeigen die Evangelisten, die Himmelfahrt, die Kreuzigung und die Auferstehung Christi.
- 1640 datiertes Willkom des Hokenamtes; im Besitz des Historischen Museums Hannover.[1]
- 1643 datierte Oblatendose mit der Bezeichnung „D. v. K.“ für Köterisch. Das Stück findet sich in Kirchberg im Landkreis Gandersheim; das Beschauzeichen ist allerdings unleserlich[1]
- Patene mit einem Durchmesser von 16,3 cm; erhalten in Ronnenberg[1]